# David Moreira da Silva
David Moreira da Silva (Moreira (Maia), 21 de Fevereiro de 1909 – 2002) foi um arquitecto pela Escola de Belas Artes do Porto, onde concluiu o Curso Especial de Arquitectura Civil em 1929. Estagiou em Paris, no ateliê Laloux-Lemaresquier, e, posteriormente, foi bolseiro da Junta Nacional da Educação e do Instituto para a Alta Cultura.

## Biografia
Foi aprovado no Concurso de Admissão à Escola Superior de Belas Artes de Paris e matriculou-se, ainda, no Instituto de Urbanismo da Universidade de Paris. Em 1939 concluiu os cursos de Arquitectura e Urbanismo naquelas instituições, tendo obtido o Diploma de Estudos Especiais de Urbanismo e o de Arquitecto Diplomado pelo Governo Francês (ADGF).
Foi discípulo, entre outros, de Charles Lemaresquier, Jacques Gréber (autor dos planos dos Jardins de Serralves), Louis Bonnier e Picard. Na Escola de Belas Artes do Porto foi Professor da 16.ª cadeira, de 1946 a 1957, e professor interino do 20 Grupo da mesma Escola, tendo participado, em 1962, no Concurso de provas públicas para o provimento de um lugar de professor do 20 Grupo (Urbanologia), obtendo, então, o título de Professor Agregado.
Casa, em 1943, com a arquitecta Maria José Marques da Silva. Partem para Angola e aí vai colaborar com o urbanista francês Étienne de Gröer na elaboração do primeiro anteplano de urbanização da cidade de Luanda, na sequência de idêntica e anterior colaboração no anteplano de urbanização de Coimbra.
É, com Faria da Costa, de Lisboa, um dos primeiros urbanistas portugueses, tendo realizado, entre outros, os anteplanos de urbanização de Moledo do Minho, Águeda, Paredes, Matosinhos, Aveiro, Barcelos, Elvas, Valongo, Guimarães, Chaves…
Alguns destes trabalhos foram realizados em co-autoria com sua mulher, a arquitecta Maria José Marques da Silva, bem como as principais obras de Arquitectura de que se destacam os projectos e direcção de obras do Palácio do Comércio (quarteirão de Sá da Bandeira e Fernandes Tomás), do prédio de rendimento Trabalho e Reforma (na rua N.° S.ª de Fátima), a torre de habitação da Cooperativa dos Pedreiros (na rua da Alegria), o adro da Igreja de N.° S.ª da Conceição e seu remate (na Praça Marquês de Pombal).
A 26 de outubro de 1984, foi agraciado com o grau de Comendador da Ordem do Infante D. Henrique.